# Agave petrophila
Agave petrophila är en sparrisväxtart som beskrevs av A.García-mend. och E.Martínez. Agave petrophila ingår i släktet Agave och familjen sparrisväxter. Inga underarter finns listade i Catalogue of Life.